# Bokermannohyla
Bokermannohyla – rodzaj płazów bezogonowych z podrodziny Hylinae w obrębie rodziny rzekotkowatych (Hylidae).

## Zasięg występowania
Rodzaj obejmuje gatunki występujące endemicznie w południowej Brazylii w Dystrykcie Federalnym i stanach Parana, Minas Gerais, Bahia, Goiás, Rio de Janeiro, São Paulo i Santa Catarina.

## Systematyka
Rodzaj zdefiniował w 2005 roku międzynarodowy zespół herpetologów (Argentyńczyk Julián Faivovich, Brazylijczycy Célio Fernando Baptista Haddad i Paulo Christiano de Anchietta Garcia oraz Amerykanie Darrel Richmond Frost, Jonathan A. Campbell i Ward C. Wheeler) w artykule poświęconym przeglądowi systematycznemu rodziny rzekotkowatych, ze szczególnym uwzględnieniem podrodziny Hylinae, na podstawie analizy filogenetycznej i rewizji taksonomicznej, opublikowanym w czasopiśmie Bulletin of the American Museum of Natural History. Gatunkiem typowym jest (oryginalne oznaczenie) B. circumdata.

### Etymologia
Bokermannohyla: prof. Werner Carlos Augusto Bokermann (1929–1995), brazylijski zoolog; rodzaj Hyla Laurenti, 1768.

### Podział systematyczny
Takson ten został wyodrębniony po rewizji rodzaju Hyla. Do rodzaju należą następujące gatunki:

- Bokermannohyla ahenea (Napoli & Caramaschi, 2004)
- Bokermannohyla alvarengai (Bokermann, 1956)
- Bokermannohyla astartea (Bokermann, 1967)
- Bokermannohyla capra Napoli & Pimenta, 2009
- Bokermannohyla caramaschii (Napoli, 2005)
- Bokermannohyla carvalhoi (Peixoto, 1981)
- Bokermannohyla circumdata (Cope, 1871)
- Bokermannohyla diamantina Napoli & Juncá, 2006
- Bokermannohyla feioi (Napoli & Caramaschi, 2004)
- Bokermannohyla flavopicta Leite, Pezzuti & Garcia, 2012
- Bokermannohyla gouveai (Peixoto & Cruz, 1992)
- Bokermannohyla hylax (Heyer, 1985)
- Bokermannohyla ibitiguara (Cardoso, 1983)
- Bokermannohyla ibitipoca (Caramaschi & Feio, 1990)
- Bokermannohyla itapoty Lugli & Haddad, 2006
- Bokermannohyla izecksohni (Jim & Caramaschi, 1979)
- Bokermannohyla juiju Faivovich, Lugli, Lourenço & Haddad, 2009
- Bokermannohyla langei (Bokermann, 1965)
- Bokermannohyla lucianae (Napoli & Pimenta, 2003)
- Bokermannohyla luctuosa (Pombal & Haddad, 1993)
- Bokermannohyla martinsi (Bokermann, 1964)
- Bokermannohyla nanuzae (Bokermann & Sazima, 1973)
- Bokermannohyla napolii Carvalho, Giaretta & Magrini, 2012
- Bokermannohyla oxente Lugli & Haddad, 2006
- Bokermannohyla pseudopseudis (Miranda-Ribeiro, 1937)
- Bokermannohyla ravida (Caramaschi, Napoli & Bernardes, 2001)
- Bokermannohyla sagarana Leite, Pezzuti & Drummond, 2011
- Bokermannohyla sapiranga Brandão, Magalhães, Garda, Campos, Sebben & Maciel, 2012
- Bokermannohyla saxicola (Bokermann, 1964)
- Bokermannohyla sazimai (Cardoso & Andrade, 1982)
- Bokermannohyla vulcaniae (Vasconcelos & Giaretta, 2005)